# Desert Edge
Desert Edge ist ein Census-designated place im Riverside County im US-Bundesstaat Kalifornien, Vereinigte Staaten. Das U.S. Census Bureau hat bei der Volkszählung 2020 eine Einwohnerzahl von 4.180 ermittelt. Desert Edge liegt im nördlichen Coachella Valley unweit des Joshua-Tree-Nationalparks.

## Geografie
Desert Edge befindet sich im nördlichen, zentralen Teil des Riverside Countys im US-Bundesstaat Kalifornien. In der näheren Umgebung liegen die Stadt Desert Hot Springs und die Gemeinde Garnet.
Der Ort hat 3822 Einwohner (Stand der Volkszählung 2010). Desert Edge erstreckt sich auf eine Fläche von 5,9 km², die komplett aus Landfläche besteht; die Bevölkerungsdichte beträgt somit 651 Einwohner pro Quadratkilometer. Das Ortszentrum liegt sich auf einer Höhe von 301 Metern.

## Politik
Desert Edge ist Teil des 28. Distrikts im Senat von Kalifornien, der momentan vom Demokraten Ted W. Lieu vertreten wird. In der California State Assembly ist der Ort dem 56. Distrikt zugeordnet und wird somit vom Demokraten V. Manuel Pérez vertreten. Auf Bundesebene gehört Desert Edge Kaliforniens 36. Kongresswahlbezirk an, der einen Cook Partisan Voting Index von R+1 hat und vom Demokraten Raul Ruiz vertreten wird.